# 1925-ös magyar férfi vízilabdakupa
Az 1925-ös magyar férfi vízilabdakupa a harmadik kiírás volt a versenysorozat történetében. A kupára hét csapat nevezett. A győzelmet a III. kerületi TVE szerezte meg.

## Eredmények

### Negyeddöntő
július 18., augusztus 5.
| 1. csapat         | Eredmény | 2. csapat      |
| ----------------- | -------- | -------------- |
| III. kerületi TVE | 24–0     | Tataóvárosi AC |
| MAC               | 7–0      | VAC            |
| NSC               | 4–3      | MTK            |

### Elődöntő
augusztus 16.
| 1. csapat         | Eredmény | 2. csapat |
| ----------------- | -------- | --------- |
| III. kerületi TVE | 3–1      | MAC       |
| Ferencvárosi TC   | –        | NSC       |

Az NSC visszalépett.

### Döntő
| 1925. augusztus 29. 17:15 | III. kerületi TVE                               | 4–2 | Ferencvárosi TC        | Császár uszoda Nézőszám: 1500 Játékvezetők: John Hodgson (angol) |
| 1925. augusztus 29. 17:15 | (2–0)                                           |     |                        | Császár uszoda Nézőszám: 1500 Játékvezetők: John Hodgson (angol) |
| 1925. augusztus 29. 17:15 | Keserű F. 1 Homonnai L. 1 Czele 1 Homonnai M. 1 |     | Szubota 1 Barta (ög) 1 | Császár uszoda Nézőszám: 1500 Játékvezetők: John Hodgson (angol) |

A III. kerületi TVE kupagyőztes csapatának tagjai: Barta István, Rudas Zoltán, Sárkány Miklós, Homonnai Márton, Czele László, Keserű Ferenc, Homonnai Lajos